# 馬多克斯號驅逐艦 (DD-168)
馬多克斯號驅逐艦（舷號DD-168），轉交英國皇家海軍後更名為佐治鎮號，服役於蘇聯海軍時更名為英勇號，是一艘美國海軍建造的驅逐艦，為維克斯級驅逐艦的94號艦。她是美軍第一艘以馬多克斯為名的軍艦，以紀念1812年戰爭時期的美國海軍陸戰隊軍官威廉·馬多克斯（William A. T. Maddox）。
馬多克斯號在1918年於霍河造船廠開始建造，在同年下水，於1919年服役，其時第一次世界大戰已經結束。稍後馬多克斯號被派往大西洋及北歐海域執勤，於1922年退役封存。第二次世界大戰爆發後，馬多克斯號在1940年重新服役，並在同年按租借法案轉交英國，更名為佐治鎮。此後佐治鎮號主要用作護航商船。1944年佐治鎮號轉交蘇聯，更名英勇。戰後蘇聯在1949年將英勇號歸還英國，並出售拆解。